# Grazioso Spazzi
Grazioso Spazzi (Milano, 15 agosto 1816 – Verona, 12 settembre 1892) è stato uno scultore italiano.

## Biografia
Fu figlio d'arte in quanto figlio primogenito dello scultore Antonio Spazzi e presto si trasferì a Verona dove poté avere come maestro Innocenzo Fraccaroli. La prima occasione che ebbe per presentare le sue opere fu in occasione dell'esposizione di Verona del 1835 dove espose disegni e modelli in gesso per un monumento funebre dedicato ad Antonio Cesari. Specializzatosi in arte funeraria, a partire dal 1842 iniziò a realizzare numerosi monumenti per il cimitero monumentale di Verona, tra cui quelli per le famiglie Terzi, Sparvieri e Dalla Riva. Il suo nome circolò anche al di fuori della città scaligera portandolo a lavorare a Vicenza e nel Polesine. Ad esempio, a Rovigo fu autore infatti della lapide in onore di Dante, inaugurata nel 1865, mentre a Lendinara nel 1885 realizzò il Monumento a Garibaldi.
Dalla moglie Angelica Puppa ebbe sei figli e due di essi, Carlo e Attilio, lo seguirono nell'attività di bottega collaborando con lui in molte opere.